# Gefängnisgebäude Am Großen Specken 10
Das ehemalige Gefängnisgebäude Am Großen Specken 10 im Schlossbezirk in der niedersächsischen Samtgemeinde Land Hadeln, Gemeinde Otterndorf, im Landkreis Cuxhaven, stammt aus der zweiten Hälfte des 19. Jahrhunderts. Aktuell (2024) wird es als Schulungszentrum genutzt.
Das Gebäude steht unter Denkmalschutz (siehe auch Liste der Baudenkmale in Otterndorf).

## Geschichte und Beschreibung
Otterndorf war der Hauptort des Landes Hadeln. 1400 erhielt es von Herzog Erich von Sachsen-Lauenburg das Stadtrecht. Das ehemalige Schlossgelände von Otterndorf wurde ab Mitte des 17. Jahrhunderts als Amtsbezirk ausgebaut.
Das dreigeschossige traufständige historisierende Gebäude in Backstein, mit ziegelgedecktem Satteldach wurde 1885 (Inschrift) als Gefängnis des Amtsgerichts gebaut, das zu dieser Zeit ein ehemaliges Schlossgebäude bezog. Im Obergeschoss gab es sieben Zellen, im Hochparterre die Wachtmeisterräume sowie eine Kranken- und eine U-Haft-Zelle. Die schlichte Fassade hat ein mehrfach gestuftes Traufgesims sowie schlichte Ortganggesimse. Bis 1966 waren noch Straftäter untergebracht, danach stand das Haus leer. Der neue Eigentümer hat das Gebäude saniert. Auch das vorhandene Interieur, wie die klappbaren Betten, Tische und Sitze in den Zellen, die Gitter in den Fluren und die Zellentüren mit Spionen und Essensklappen wurden erhalten. Heute werden hier Kräfte der Wirtschaft geschult.
Ein eingeschossiges giebelständiges verklinkertes Nebengebäude mit Satteldach und eine hohe, durch Segmentbögen gegliederte Mauer gehören zum geschützten Ensemble. Das Haus wurde als Stall und Werkstatt durch das Gefängnis genutzt und nach Einsturz des Vorgängers, 2006 wiedererrichtet.
Das Landesdenkmalamt befand u. a.: „… schlichter Backstein-Zweckbau … .“